# Falabella
Il Falabella (o pony argentino) è una razza equina di origine argentina, la cui altezza non deve superare gli 80 cm. In particolare, del cavallo conserva le proporzioni, caratterizzate da ossa sottili e piedi piccoli, che ne fanno un cavallo in miniatura.

## Storia
I Falabella discendono dai cavalli Andalusi portati dagli spagnoli in America Latina nel XV secolo. Successivamente alle conquiste non andate a buon fine, i cavalli furono lasciati allo stato brado e si adattarono all’ambiente molto rigido delle pampas, caratterizzato da venti freddi, sole cocente e frequenti alluvioni, obbligandoli a vagare per lunghe distanze alla ricerca di cibo e acqua; questo conferì loro estrema resistenza, rusticità e un forte carattere causato anche dai frequenti attacchi da parte di animali selvatici e nativi Americani.  L’adattamento portò i cavalli ad essere sempre più piccoli di statura e fu questa caratteristica ad attirare nel 1840 Patrick Newtall; fu proprio lui ad iniziare la selezione e a creare i primi Falabella. L’attività passò poi nelle mani del figliastro Julio Falabella e dei suoi discendenti, dai quali la razza prende il nome. Vennero poi utilizzati soggetti di altre razze come Criollo, Pinto e Appaloosa per aumentare il patrimonio genetico e ottenere diversi mantelli e colorazioni. Si ottenne così un cavallo dalle forme armoniose e proporzionate di soli 75 cm di altezza. Dal 1950 la razza iniziò ad essere allevata a livello internazionale, ottenendo molto interesse pure da persone illustri. La razza fu ufficialmente registrata nel 1973. Data la loro fama, molti iniziarono a cercare di ottenere cavalli simili, ma solo i Falabella puri vengono registrati sull’albo genealogico (in Europa si aggirano attorno ai 500 esemplari).

## Morfologia

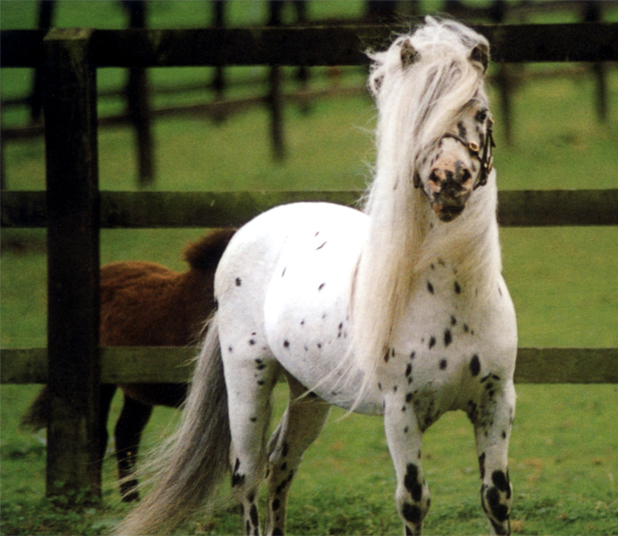
Esemplare di Falabella con raro mantello a macchia di leopardo

Il Falabella non è considerato un pony poiché, a differenza di questi ultimi, mantiene le proporzioni tipiche e armoniose del cavallo.
Possiede una struttura scheletrica fine e armonica, ha la pelle sottile con lunghi crini dritti, presenta gambe lunghe e sottili, ma forti e zoccoli piccoli e ovali. Una particolarità di questo cavallo, a livello scheletrico, è che rispetto agli altri ha 17 vertebre anziché 18 e una coppia di costole in meno.
È caratterizzato da una piccola testa affusolata e occhi espressivi e piccole orecchie appuntite, il tutto sostenuto da un collo fine ma muscoloso.
L’altezza media varia dai 70 ai 77 cm nei cavalli giovani, mentre gli adulti possono arrivare a 83 cm, con un peso medio di circa 100 kg. I soggetti più piccoli sono i più pregiati e costosi, anche se non rispettano lo standard di razza.
Il mantello può avere varie colorazioni; i più comuni sono baio, sauro e morello, ma si possono trovare anche soggetti palomino, grigi, pezzati o a macchia di leopardo.

## Carattere e attitudini
Dotati di carattere docile e amichevole, sono molto portati all’addestramento, imparano in fretta e sono molto agili. Hanno ereditato la forza e la resistenza dei loro antenati Andalusi e questo permette loro di adattarsi a ogni situazione e ambiente. Non soffrono né il freddo né il caldo e non richiedono di cure veterinarie particolari o di diete specifiche. Data la stazza e il carattere sono di facile gestione e adatti anche ai bambini. Non possono essere cavalcati se non da bambini di età inferiore agli 8 anni, può essere in alternativa utilizzato per il traino di carretti. Per questo di solito viene scelto come animale da compagnia da tenere nel giardino di casa o in un maneggio, in modo che attiri adulti e bambini alle attività equestri. La loro grande e rapida capacità di apprendimento li rende perfetti per spettacoli equestri.

## Riproduzione

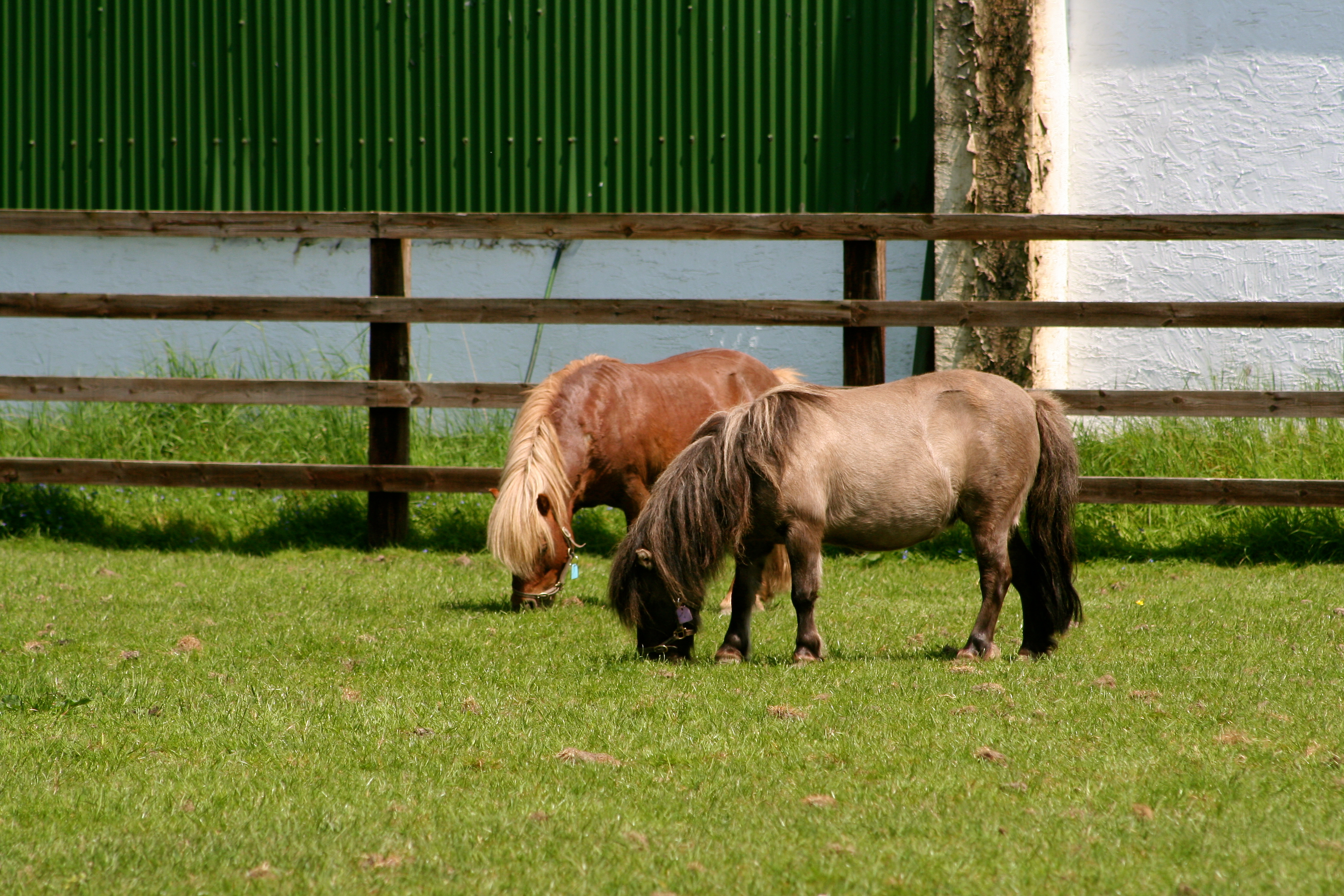
Due esemplari al pascolo

Nonostante la mole, la riproduzione di questi cavalli avviene naturalmente, senza l'intervento dell'uomo. Raggiungono la maturità sessuale intorno ai 3 anni e il calore delle giumente coincide con l'arrivo della primavera e delle temperature calde. La gestazione di una giumenta in genere è più lunga di un cavallo normale, in media dura 10/11 mesi, ma può arrivare anche a 14. I puledri del Falabella misurano circa 55 cm ed hanno un peso inferiore ai 15 chili. La loro crescita è particolarmente veloce nel primo anno.
Sono molto longevi e possono arrivare anche a 35 anni di età.